# Inco Superstack

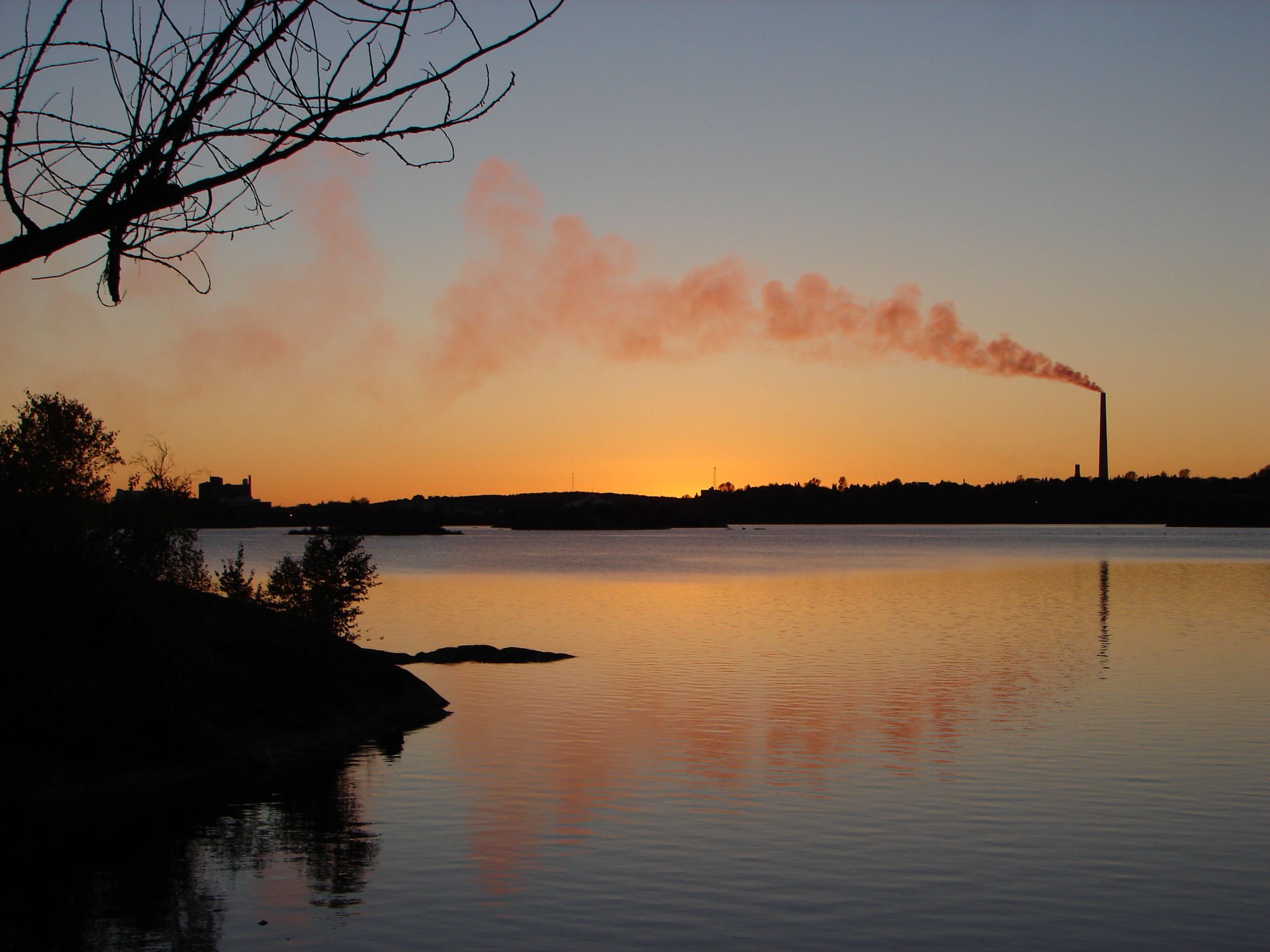
Au coucher de soleil.

Inco Superstack est une cheminée d'usine à Sudbury au Canada. Haute de 381 m et construite en 1972, il s'agit en 2019 de la deuxième plus haute cheminée d'usine au monde, après Ekibastouz 2, au Kazakhstan.
Le 3 novembre 2014, Vale, propriétaire d'Inco depuis 2006, annonce son intention de démolir la cheminée et de la remplacer par une structure plus basse. Si cette annonce est logique compte tenu des résultats apportés par la mise en œuvre d'un plan de 1 milliard de dollars canadiens destiné à réduire les émissions de dioxyde de soufre, il reste que sa destruction, annoncé en 2018 par Vale, pour un début de démantelement en 2020, mettra fin à un symbole.
En effet, l’Inco Superstack est un site rempli de souvenirs, enraciné dans le travail des cols bleus et de leurs familles. Les résidents racontaient avec tendresse les souvenirs de leurs parents ou grands-parents qui construisaient la pile, et d'autres se vantaient de leurs proches qui avaient survécu à la tornade d'août 1970 à Sudbury du haut de la cheminée. C'est une archive qui incarne des histoires des travailleurs et de leurs familles.